# Verkehrslenkung
Als Verkehrslenkung wird die Gesamtheit aller Maßnahmen zur übergeordneten Lenkung und Beeinflussung von Verkehrselementen in einem Verkehrsnetz bezeichnet. Wie auch die Verkehrsverlagerung und die Verkehrsvermeidung stellt die Verkehrslenkung ein Handlungsfeld des Verkehrsmanagements dar und ist insbesondere im Straßenverkehr von Bedeutung.
Die beiden Begriffe Verkehrslenkung und Verkehrsführung besitzen nicht die gleiche Bedeutung. Bei der Verkehrsführung handelt es sich um den durch Kennzeichnung und Abgrenzung festgelegten Verlauf von Verkehrselementen auf einer Verkehrsfläche.

## Maßnahmen
Bei der Lenkung und Beeinflussung der Verkehrsteilnehmer im Straßenverkehr werden folgende Maßnahmen unterschieden:
- Kollektive Verkehrslenkung mittels fahrzeugexterner Kommunikationsmittel (beispielsweise durch statische und dynamische Wegweisung und Beschilderung)
- Kollektive Verkehrslenkung mittels fahrzeuginterner Kommunikationsmittel (beispielsweise durch Verkehrsfunk)
- Individuelle Verkehrslenkung mittels fahrzeuginterner Kommunikationsmittel (beispielsweise mit einem Navigationssystem)

## Ziele
Mögliche Ziele der Verkehrslenkung im Straßenverkehr:
- Vermeidung von Such- und Falschfahrten ortsunkundiger Verkehrsteilnehmer
- Gewährleistung kürzestmöglicher Fahrtzeiten
- Vermeidung von Überlastung in Netzteilen
- Optimierte Auslastung von Netzteilen
- Verringerung der Betriebskosten
- Reduzierung von Verkehrsfolgekosten (Energie, Unfälle, Umwelt etc.)
- Umleitung auf belastungsunempfindliche Strecken (beispielsweise Lkw-Führungsnetze)